# Ileanda (gmina)
Ileanda – gmina w Rumunii, w okręgu Sălaj. Obejmuje miejscowości Bârsăuța, Bizușa-Băi, Dăbâceni, Dolheni, Ileanda, Luminișu, Măleni, Negreni, Perii Vadului, Podișu, Răstoci, Rogna i Șasa. W 2011 roku liczyła 2256 mieszkańców.